# Чаган-Ува
Чаган-Ува (монг. Цаган Ува; ? — ок. 1190) — вождь монгольского племени негудаев (чоносов), живший во второй половине XII века. Во времена межплеменных усобиц Чаган-Ува оказывал поддержку молодому Тэмуджину-Чингисхану, за что впоследствии поплатился жизнью.
В «Сокровенном сказании монголов» имя «Чаган-Ува» встречается в нескольких вариациях — Чаган-гоа, Чахаан-Ува, Цаган. Контекст, в котором упоминаются эти имена, подтверждает, что во всех случаях речь идёт об одном и том же человеке.

## Биография
Негудаи (нэгуд), они же нохосы, нукузы — одно из названий чоносов, древнего рода, родственного Борджигинам, из которых, в свою очередь, происходил Тэмуджин-Чингисхан. Будучи ещё молодым нойоном, Тэмуджин решил отделиться от своего побратима Джамухи и стать правителем собственного улуса. Одним из последовавших за Тэмуджином оказался Чаган-Ува со своим племенем.
Однако Джамуха отказался принимать власть Тэмуджина и стал искать повода для войны с ним. Первое столкновение бывших побратимов произошло в 1190 году в битве при Далан-Балджутах, в которой, как сообщает «Сокровенное сказание», Чаган-Ува проявил себя как исключительно храбрый воин. Однако силы были неравны, и войска Тэмуджина потерпели поражение. По неизвестным причинам Джамуха не стал преследовать противника, вместо этого решив отыграться на союзных ему чоносах и сварив живьём семьдесят юношей (по другой версии — в семидесяти котлах) из этого племени. Самого Чаган-Ува по приказу Джамухи обезглавили, а голову привязали к хвосту лошади. Чудовищная расправа Джамухи над чоносами оттолкнула от него многих союзников, вставших впоследствии под знамёна Тэмуджина.
В дальнейшем, разгромив Джамуху и объединив под своей властью монгольские племена, Чингисхан, помня о заслугах Чаган-Ува, пообещал оказывать материальную поддержку его сыну Нарин-Тоорилу. Следует отметить, что Нарин-Тоорил не был первым, кому было предоставлено подобное право: так, например, его удостоились дети другого сподвижника Чингиса — Хуилдар-Сечена, погибшего в сражении при Харахалджит-Элетах в 1203 году. Выполнил хан и просьбу Нарин-Тоорила отдать ему под командование всех негудаев, которые в те времена жили рассеянно по всей Монголии. Чингисхан не только разрешил Нарину стать начальником над всеми негудаями, но и закрепил этот статус за его потомками.